# Mohamed Hannouf
Mohamed Hannouf (* 14. Februar 1993) ist ein libanesischer Leichtathlet, der sich auf den Mittelstreckenlauf spezialisiert hat und aktueller Rekordhalter im 800-Meter-Lauf ist.

## Sportliche Laufbahn
Erste internationale Erfahrungen sammelte Mohamed Hannouf im Jahr 2017, als er bei den Asienmeisterschaften in Bhubaneswar mit 1:53,61 min in der ersten Runde im 800-Meter-Lauf ausschied. 2019 verpasste er bei den Arabischen Meisterschaften in Kairo mit 1:52,15 min den Finaleinzug, wie auch bei den Arabischen Meisterschaften 2021 in Radès mit 1:54,61 min. 2023 klassierte er sich dann bei den Arabischen Meisterschaften in Marrakesch mit 1:50,31 min auf dem achten Platz und 2025 gelangte er bei den Arabischen Meisterschaften in Oran mit 1:57,10 min auf Rang neun. 
In den Jahren 2017 und 2023 wurde Hannouf libanesischer Meister im 800-Meter-Lauf.

## Persönliche Bestleistungen
- 800 Meter: 1:50,31 min, 24. Juni 2023 in Marrakesch (libanesischer Rekord)
  - 800 Meter (Halle): 1:56,38 min, 24. Februar 2019 in Istanbul